# 윌슨스 개울
윌슨스 개울은 미국 미주리 주의 Warren County에 있는 개울이다. 또한 Little Lost Creek의 지류이다.
윌슨스 개울의 이름은 이 부지의 원래 소유자인 조지 윌슨에서 따왔다.

## 참조
- 미주리 강 목록